# Ennetières-lez-Avelin
Ennetières-lez-Avelin of Ennetières-en-Pévèle is een gehucht in het Franse departement Nord. Het ligt in het noorden van de gemeente Avelin. Het wordt ook wel kortweg Ennetières genoemd, het achtervoegsel Avelin of Pévèle moet het onderscheid maken met het nabijgelegen Ennetières-en-Weppes.
Ennetières ligt twee kilometer ten noordoosten van het dorpscentrum van Avelin. Het gehucht ontstond langs de weg van Douai naar Rijsel en was geen eigendom van de heren van Avelin. Het gehucht kreeg in 1859 een hulpkerk, de Eglise Saint-Vincent. In de 20ste eeuw werd de oude weg naar Rijsel ten noorden van Ennetières doorbroken door de aanleg van de luchthaven Lille-Lesquin.

## Bezienswaardigheden
- De Église Saint-Vincent
- Op de gemeentelijke begraafplaats van Ennetières bevinden zich 4 Britse oorlogsgraven uit de Tweede Wereldoorlog.